# Randy Brecker
Randal (Randy) Brecker (Cheltenham (Pennsylvania), 27 november 1945) is een Amerikaanse trompettist en bugelspeler.
Brecker speelt jazz, rock en R&B en heeft opgetreden en muziek opgenomen met onder anderen Stanley Turrentine, Billy Cobham, Bruce Springsteen, Lou Reed, Sandip Burman, Charles Mingus, Michel Legrand, Blood, Sweat & Tears, Horace Silver, Frank Zappa, Parliament-Funkadelic, Chris Parker, Jaco Pastorius, Dire Straits, Todd Rundgren, Blue Öyster Cult, Richard Barone, Spyro Gyra en Barbara Dennerlein.
Samen met zijn broer Michael Brecker (1949-2007) trad Randy op onder de naam Brecker Brothers.

## Discografie
Het platenlabel dat de opname uitgebracht heeft, staat achter elke release. 

### Als leider
- Score (1969) Blue Note
- The Brecker Brothers (1975) Arista
- Back to Back - The Brecker Brothers (1976) Arista
- Don't Stop the Music - The Brecker Brothers(1977) Arista
- The Atlantic Family Live in Montreaux (1977)
- Heavy Metal Bebop - The Brecker Brothers (1978)  Arista
- Detente - The Brecker Brothers (1980) Arista
- Straphangin' - The Brecker Brothers (1981) Arista
- Amanda(1985) Passport
- In the Idiom (1986) Denon
- Live at Sweet Basil (1988) GNP Crescendo
- Toe to Toe (1990) MCA
- Return of the Brecker Brothers - The Brecker Brothers (1992) GRP
- Out of the Loop - The Brecker Brothers (1994) GRP
- Into the Sun (1995) Concord Jazz
- Katewalk - Lew Del Gatto (1997) Naxos Jazz
- Hangin' in the City (2001) ESC
- 34th N Lex (2003) ESC
- Some Skunk Funk" (2006) BHM
- Some Skunk Funk - with Michael Brecker (2005) Telarc
- Box of Photographs (2005) - Johnny Rodgers & The Johnny Rodgers Band
- Unprecedented Clarity - Pitch Pine Project with Randy Brecker (2007) Challenge Records
- Randy in Brasil (2008) Summit Records/MAMA Records

### Als sideman
Met Arkadia Jazz All Stars
- Thank You, Joe!

Met Aerosmith
- Get Your Wings - (1974)

Met Patti Austin
- End of a Rainbow (CTI, 1976)

Met Gato Barbieri
- Chapter Three: Viva Emiliano Zapata (Impulse!, 1974)

Met George Benson
- Good King Bad (CTI, 1975)

Met Carla Bley
- Night-Glo (Watt)

Met Blood Sweat & Tears
- Child Is Father to the Man - (1968) Columbia

Met Ron Carter
- Anything Goes (Kudu, 1975)

Met Hubert Laws
- The Chicago Theme (CTI, 1974)

Met Yusef Lateef
- In a Temple Garden (CTI, 1979)

Met Brother Jack McDuff
- Who Knows What Tomorrow's Gonna Bring? - (1970) Blue Note

Met Alphonse Mouzon
- Funky Snakefoot - (1973) Blue Note

Met Jaco Pastorius
- Jaco Pastorius - (1976)
- Invitation - (1983)

Met Duke Pearson
- Introducing Duke Pearson's Big Band - (1967) Blue Note
- Now Hear This - (1968) Blue Note

Met Lou Reed
- Berlin - (1973) RCA

Met Todd Rundgren
- Something/Anything? (1972) Bearsville
- A Wizard, a True Star (1973) Bearsville
- Todd (1973) Bearsville

Met Don Sebesky
- Giant Box (CTI, 1973)
- The Rape of El Morro (CTI, 1975)

Met Horace Silver 
- In Pursuit of the 27th Man - (1972) Blue Note
- A Prescription for the Blues - (1997) Impulse!

Met Miroslav Vitous
- Universal Syncopations II (1995) ECM

Met g.org
- A New Kind of Blue - (2004)